# Гражданская война в Северном Йемене
Сентябрьская революция 1962 года в Йемене (араб. ثورة 26 سبتمبر‎, «Революция 26 сентября») и гражданская война в Северном Йемене — военный переворот в Йемене, осуществлённый группой офицеров во главе с полковником Абдаллой ас-Салялем, до этого находившимся в политэмиграции в Египте. После переворота в Северном Йемене началась гражданская война между республиканцами и сторонниками монархии Хамидаддинов. В течение следующих шести лет десяток различных стран и организаций вмешались в гражданскую войну в Йемене, пытаясь повлиять на её исход в том или ином направлении.
По некоторым данным, организатор переворота полковник Абдалла ас-Саляль являлся египетским агентом.
Помощь роялистам оказывали Иордания, Саудовская Аравия, Израиль, шахский Иран, которые предоставляли сторонникам имама аль-Бадра военную помощь, в то время как Великобритания оказывала скрытую поддержку. Республиканцев поддерживал Египет и Советский Союз (поставляя военные самолёты, советников и лётчиков, которые принимали непосредственное участие в боевых действиях). В конфликт были задействованы как иностранные нерегулярные, так и обычные силы. Египетский президент Гамаль Абдель Насер поддержал республиканцев с помощью 70,000 египетских войск. К середине 1960-х годов война зашла в тупик.
Вовлечённость Египта в йеменской войне считается пагубной для его результатов в Шестидневной войне в июне 1967 года, после которой Насеру становилось всё труднее поддерживать республиканские власти Саны, и он начал выводить египетские силы из Йемена. Неожиданное смещение Абдалла ас-Саляля 5 ноября привело к дезорганизации власти в столице, в то время как роялисты приблизились к ней с севера. Новое республиканское правительство возглавили Абдель Рахман Арьяни, Ахмед Мухаммед Нуман и Хасан аль-Амри. Осада Саны в 1967 году стала поворотным моментом в гражданской войне. Республиканцам удалось сохранить контроль над Саной, и к февралю 1968 года роялисты сняли осаду столицы. Столкновения продолжались параллельно с мирными переговорами до 1970 года, когда Саудовская Аравия признала республиканский режим и вступило в силу соглашение о прекращении огня.
Египетские военные историки называют войну в Йемене своим Вьетнамом. Историк Михаэль Орен (бывший посол Израиля в США в 2009—2013 гг.) писал, что военная авантюра Египта в Йемене была настолько катастрофической, что «неизбежную войну во Вьетнаме можно было легко назвать американским Йеменом».

## Предпосылки

### Йеменское Мутаваккилийское королевство

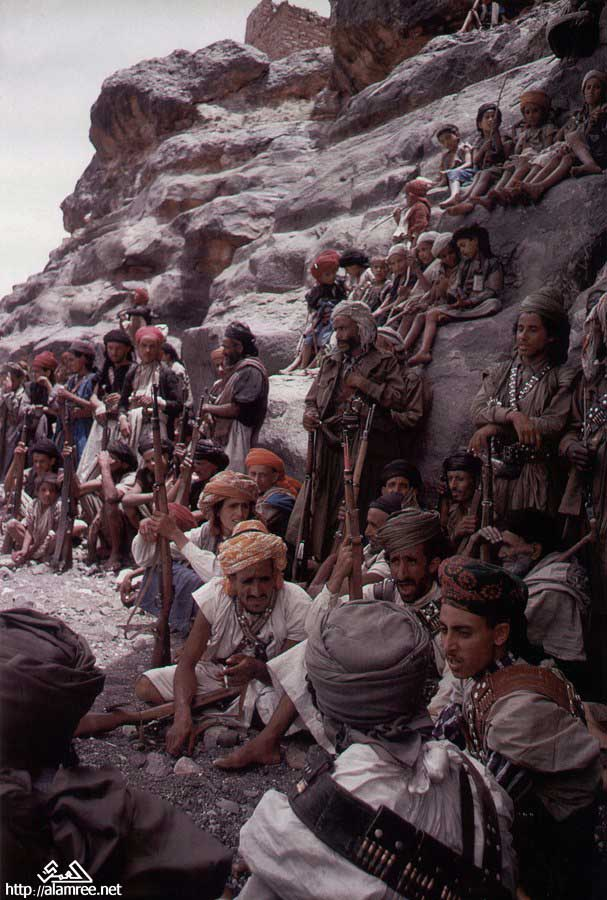
Йеменские племена, поддерживающие аль-Бадра

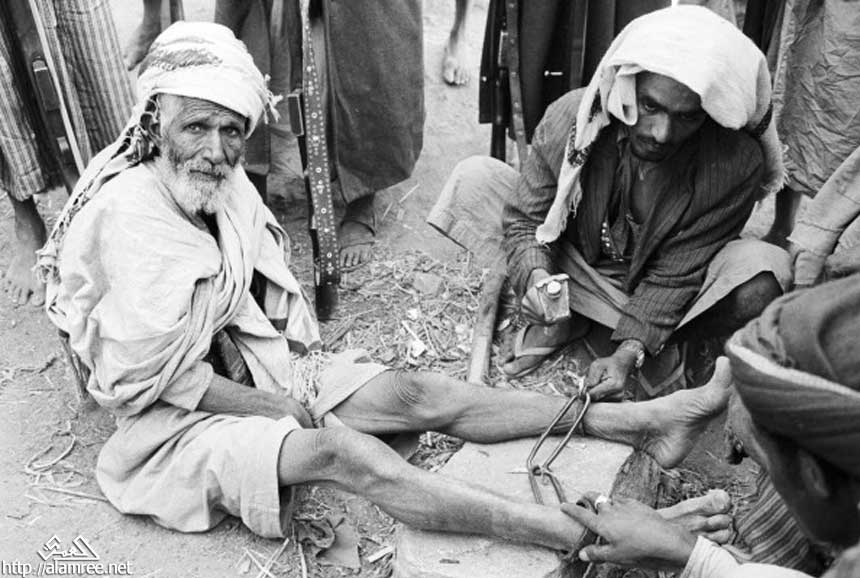
Республиканец в заложниках у роялистов

Йеменское Мутаваккилийское Королевство на рубеже 1960-х годов являлось абсолютно-теократической монархией, во главе которой стоял король Ахмед V ибн Яхья Хамид-эд-дин Насирлидинулла Мутаваккиль.
Король, который также являлся имамом, обладал абсолютными полномочиями в светских и религиозных сферах, подчинявшийся «божественному закону ислама». По сути, Имамат являлся выборным, но на практике преемники, назначаемые Имамом, подтверждались Меджлисом (консультативный орган, созданный Имамом).
Имам Ахмед бен Яхья Хамидаддин унаследовал йеменский трон в 1948 году. В 1955 году полковник Ахмеда ас-Суляи, проходивший стажировку в Ираке, поднял против него восстание. Группа солдат под его командованием окружила королевский дворец Аль Урди в Таизе, укреплённую цитадель, где жил имам со своим гаремом, королевской казной, арсеналом современного оружия и 150 дворцовыми гвардейцами, и потребовал отречения Ахмеда. Имам согласился, но взамен потребовал, чтобы его преемником стал сын Мухаммад аль-Бадр. Ахмед ас-Суляи отказался, отдав предпочтение сводному брату короля, эмиру Сейф аль-Ислам Абдулле, 48-летнему министру иностранных дел. Пока Абдулла начал формировать новое правительство, Ахмед, используя казну начал тайно подкупать осаждавших солдат. Через пять дней численность осаждавших уменьшилась с 600 до 40. Затем из дворца вышел Ахмед в маске дьявола и с длинным ятаганом, наводя ужас на осаждавших. Он зарезал двух часовых, прежде чем обменять меч на пистолет-пулемёт и повёл своих 150 охранников на крышу дворца, чтобы начать прямую атаку на повстанцев. Через 28 часов 23 мятежника и один дворцовый гвардеец были убиты, и ас-Суляи сдался. Позже сообщалось, что Абдулла казнили, а ас-Суляи публично обезглавили.

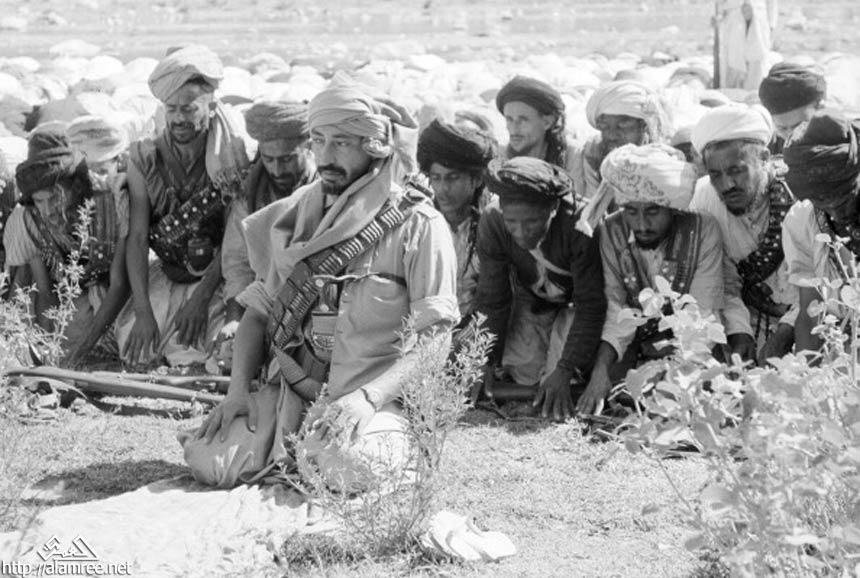
Мухаммад аль-Бадр молится со своей охраной

В марте 1958 года принц аль-Бадр прибыл в Дамаск, чтобы передать Насеру сообщение имама Ахмеда о присоединении Йемена к Объединённой Арабской Республике (ОАР) с условием сохранения трона за Ахмадом и его абсолютной власти, что, в соответствии с данными условиями, означало только тесный союз. В 1959 году Ахмед отправился в Рим для лечения артрита, ревматизма, болезни сердца и, как сообщалось, наркозависимости. Между племенными вождями вспыхнули столкновения, и аль-Бадр безуспешно пытался подкупить диссидентов, обещая проведение «реформ», включая назначение представительного совета, увеличение зарплаты солдатам и продвижение по службе. По возвращении Ахмед поклялся сокрушить «агентов христиан». Он приказал обезглавить одного из своих подданных и ампутировать левую руку и правую ногу ещё 15 в качестве наказания за убийство высокопоставленного чиновника в июне прошлого года. Аль-Бадра упрекали только в его снисходительности, но йеменское радио прекратило транслировать речи армейских офицеров, и разговоры о реформах были прекращены.
Неудачные заговоры 1948 и 1955 годов были направлены не на свержение Имамата, а на его реформирование. Ситуация резко изменилась, когда египетские националисты поклялись бороться как с «колониализмом» в Южном Йемене, так и с «реакцией» на Севере. В декабре 1961 года король Ахмед рассорился с Насером. Выход Сирии из ОАР подтолкнуло короля Ахмеда бросить вызов Насеру. Во время радиопередачи король жёстко раскритиковал политику Каира. В ответ египетская пропаганда выступила с призывом к революции в Йемене.
Считается, что таким образом он рассчитывал заработать очки против Саудовской Аравии, которая, по его мнению, стояла за распадом объединённой республики, созданной Египтом и Сирией. Кроме того, его целью было распространить социализм в арабском регионе и создать в нём проегипетские режимы в соответствии с идеями панарабизма, которые он продвигал.
«Радио Каира» и египетские СМИ развернули массированную пропагандистскую кампанию против йеменских властей. В марте 1961 года на имама Ахмеда было совершено покушение во время посещения больницы в Ходейде. Он был серьёзно ранен, после чего так и не оправился. Египетская пропаганда провоцировала многочисленные акции протеста. В августе 1962 протестующие школьники с портретами Насера разгромили министерство образования, срывая со стен портреты имама, солдаты отказались стрелять в толпу. 18 сентября 1962 года король Ахмед ибн Яхья скончался.
Наследный принц 38-летний Сейф-уль-Ислам Мухаммад аль-Бадр, в руках которого были посты премьер-министра, министра внутренних и иностранных дел, обороны и губернатора Саны был провозглашён новым королём Йемена и имамом (духовным главой) мусульманской шиитской секты зейдитов.

### Организация «Свободные офицеры»

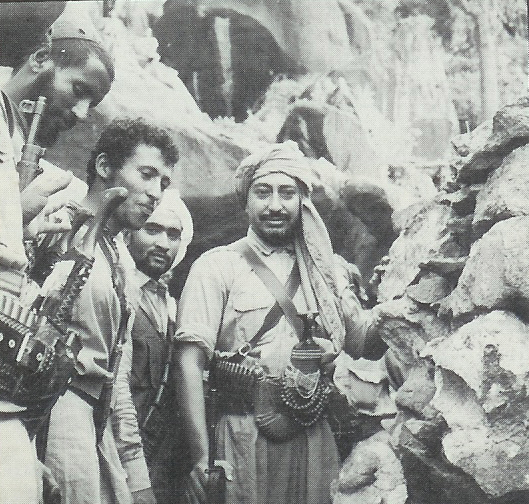
Мухаммад аль-Бадр в кругу сторонников в пещере Джебаль-Шеда

С середины 1950-х годов в Йемене социалистические идеи в той или иной националистической трактовке распространялись представительствами отделений Партии арабского социалистического возрождения («Баас»), Движения арабских националистов (ДАН), а также различными группировками марксистов (в том числе маоистами). Наибольшей популярностью их взгляды пользовалась среди молодёжи, студенчества и офицеров армии. Тайная организация «Свободные офицеры», возникшая в Йемене по примеру Египта в декабре 1961 года, ставила своей целью свержение монархического строя, и использовала эти идеи в своей деятельности. Так, представители «Свободных офицеров» накануне выступления 1962 года заранее установили контакты со всеми указанными группировками и достигли с ними договорённости о сотрудничестве. Однако, как вспоминают сами участники этих переговоров, «Свободные офицеры» в отношениях с союзниками придерживались принципа «всё брать — ничего не давать».

### Египет
Насер ожидал смены режима в Йемене с 1957 года. В январе 1962 года Насер начал оказывать помощь «Движению свободных йеменцев», предоставив в их распоряжение офисные помещения, финансовую поддержку и эфирное время на радио. Исследователи биографии Насера называют несколько причин, которые побудили его отправить экспедиционные силы в Йемен. В их числе был распад союза с Сирией в 1961 году, в результате чего его ОАР прекратило существование, что подорвало престиж египетского лидера. Также, быстрая решающая победа в Йемене могло помочь ему вернуть лидерство в арабском мире. Насер также имел репутацию борца с колониализмом, который стремился «освободить» Южный Йемен и его стратегический портовый город Аден от британских войск.
Доверенное лицо Насера, египетский журналист Мухаммед Хусейн Хайкал был свидетелем процесса принятия решении руководством страны к военной интервенции в Йемен. Хайкал, который говорил с Насером по вопросу о поддержке переворота в Йемене, утверждал, что революция Ас-Саляля не могла поглотить огромное количество египетского персонала, которые должны были прибыть в Йемен, с целью поддержать его режим, и что было бы разумно рассмотреть возможность отправки арабских националистических добровольцев со всего Ближнего Востока, чтобы они сражались вместе с республиканскими силами Йемена. Хайкал, в качестве образца привёл пример гражданской войны в Испании. Насер отверг идеи Хайкаля, настаивая на необходимости защиты арабского националистического движения. Насер был убеждён, что полк египетских сил специального назначения и эскадрилья истребителей-бомбардировщиков смогут обеспечить должную защиту республиканского режима.

## История

### Военный переворот и свержение монархии

#### Заговор
В Сане существовало как минимум четыре сценария переворота:
- План переворота лейтенанта Али Абдул аль-Могни;
- План переворота полковника Абдаллы ас-Саляля;
- Заговор А. ас-Саляля слился с заговором племенной конфедерации хашидов, которые хотели отомстить Хамидаддинам за казнь королём Ахмедом их верховного шейха и его сына;
- Четвёртый заговор разрабатывался несколькими молодыми принцами, которые стремились избавиться от принца аль-Бадра, но сохранить имамат.

Об этих заговорах знали только египетский поверенный в делах Абдул Вахад и сам принц аль-Бадр. На следующий день после смерти Ахмеда (19 сентября) министр аль-Бадра в Лондоне Ахмад аль-Шами отправил ему телеграмму, в которой убеждал наследного принца не ехать в Сану на похороны своего отца, потому что несколько египетских офицеров, а также некоторые из его собственных, замышляли заговор против него. По неизвестной причине, личный секретарь аль-Бадра не передавал ему данное сообщение. Принц аль-Бадр, возможно, был спасён тем, что на похоронах его отца собралось тысячи людей. Принц узнал о телеграмме лишь позже.
За день до переворота Абдул Вахад, который утверждал, что у него есть информация от египетской разведки, предупредил аль-Бадра, что ас-Саляль и пятнадцать других офицеров, включая Али Абдул аль-Могни, планируют осуществить революцию. Целью Абдул Вахада было прикрыть себя и Египет в случае неудачи переворота, побудить заговорщиков к немедленным действиям и склонить ас-Саляля и аль-Могни к совместным действиям. Полковник ас-Саляль получил разрешение имама аль-Бадра ввести в столицу вооружённые силы. Затем Абдул Вахад пошёл к Могни и сказал ему, что аль-Бадр каким-то образом раскрыл их заговор и что он должен действовать немедленно, прежде чем другие офицеры будут арестованы правительством. Он сказал ему, что если он сможет удерживать Сану, радио и аэропорт в течение трёх дней, вся Европа узнает про него.
По приказу ас-Саляля военная академия в Сане была приведена в полную боевую готовность, открыты все арсеналы и выдано оружие всем младшим офицерам и армейским частям. Вечером 25 сентября ас-Саляль собрал известных лидеров йеменского националистического движения и других офицеров, которые сочувствовали участникам попытки переворота 1955 года или участвовавших в ней. Каждому офицеру были даны соответствующие инструкции действии. Заговорщики должны были одновременно атаковать ряд ключевых объектов в Сане: королевский дворец Аль-Башайр (резиденция имама аль-Бадра), дворец Аль-Вусул (приёмная для высокопоставленных лиц), радиостанцию, телефонную станцию, Каср-аль-Силаах (Главный арсенал) и и центральный штаб безопасности (разведка и внутренняя безопасность).

#### Массовые казни
В 22:30 имам аль-Бадр услышал, как по близлежащим улицам движутся танки, и решил, что это были именно те военные части, прислать которые он приказал ас-Салялю. В 23:45. солдаты начала обстрел дворца имама. Аль-Бадр схватил пулемёт и начал стрелять по танкам, хотя они были вне досягаемости. Могни отправил броневик к дому ас-Саляля и пригласил его в штаб, где попросил присоединиться к революции. Ас-Саляль согласился при условии, что он будет президентом нового республиканского режима. Могни согласился. Государственный переворот был осуществлён с использованием 13 танков бригады аль-Бадра, шести броневиков, двух мобильных артиллерийских орудий и двух зенитных орудий. Командование и управление силами, верными перевороту происходило из Военной академии. Отряд революционных офицеров в сопровождении танков направились к дворцу Аль-Башайр. Посредством микрофона они обратились с призывом к гвардии имама проявить племенную солидарность и выдать Мухаммада аль-Бадр, которому они обещали полную неприкосновенность и мирное изгнание. Гвардия имама отказалась сдаться и открыла огонь, побудив революционных лидеров ответить танковыми и артиллерийскими снарядами. Повстанцы планировали использовать в ходе переворота танки и артиллерию.
Перестрелка у дворца продолжалась до тех пор, пока на следующее утро дворцовая стража не сдалась революционерам. После того, как лоялистский офицер был убит Радиостанция пала первой. Оружейная палата была, пожалуй, самой лёгкой мишенью, поскольку письменного приказа Ас-Саляля было достаточно, чтобы открыть склады оружия и раздать винтовки, артиллерию и боеприпасы революционерам. Без сопротивления пала и телефонная станция. Во дворце Аль-Вусул революционные отряды оставались в безопасности под прикрытием защиты дипломатов и высокопоставленных лиц, которые прибыли туда с целью приветствовать нового имама Йемена. К позднему утру 26 сентября все районы Саны были в руках революционеров, а по радио заговорщики передали сообщение, что имам Мухаммад аль-Бадр был свергнут новым революционным правительством. Революционные ячейки в городах Таиз, Аль-Худжа и портовом городе Ходейда начали охранять арсеналы, аэропорты и портовые сооружения.
В первый же день переворота по приговору «народного трибунала» возглавленного капитаном Дайфаллой, на центральной площади столицы, перед обгоревшим дворцом имама, были расстреляны и зарублены более 70 деятелей старого режима — около полусотни членов правящей династии, губернаторы и министры.

#### Последствия переворота

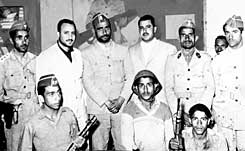
Абдалла ас-Саляль (в центре) и руководители переворота (октябрь 1962 года)

Аль-Бадру и его слугам удалось сбежать через дверь в садовой стене позади дворца. Из-за комендантского часа они избегали главных улиц. Они решили сбежать по отдельности и встретиться в деревне Габи аль-Кафлир, где они воссоединились после 45-минутной прогулки.
28 сентября ас-Саляль встретился с пятью сотнями шейхов племён и почтенных лиц, собранных в Сане на предстоявшую коронацию Мухаммад аль-Бадра. «Продажная монархия, правившая тысячелетие к позору для страны, арабского мира и всего человечества, свергнута. Любой, кто попытается её реставрировать — враг Аллаха и людей» — заявил он им. В этот же день по радио было объявлено о смерти аль-Бадра. Однако, к тому времени ас-Саляль узнал, что аль-Бадр всё ещё жив, и направился в Саудовскую Аравию.
В тот же день был объявлен состав правительства, в которое вошли известные йеменцы как с Севера, так и из Адена. При этом большинство министров узнали о своём назначении из передачи радио Саны.
Для оценки ситуации и потребности Совета революционного командования из Каира в Йемен самолётом был отправлен генерал Али Абдул Хамид, который прибыл в Сану 29 сентября. Египет послал батальон спецназа (Saaqah) в качестве личной охраны ас-Саляля. Они прибыли в Ходейду 5 октября.
29 сентября Египет признал новый режим, на следующий день Г. А. Насер заявил о решимости предоставить ЙАР всемерную поддержку и направил несколько тысяч солдат на помощь новому республиканскому режиму. Через пятнадцать дней после того, как он покинул Сану, аль-Бадр отправил посланника в Саудовскую Аравию, чтобы объявить о том, что он жив. Затем он пересёк йемено-саудовскую границу возле Хобара, на северо-восточной окраине королевства.
Первыми декретами СРК отменялись рабство и институт заложничества, конфискованы земли членов королевской семьи и активных сторонников монархии. Зейдитские племена поддержали короля-имама Мухаммада аль-Бадра и восстали против республиканского режима. В стране началась кровопролитная гражданская война, длившаяся 8 лет (1962—1970).

### Дипломатическое признание
Саудовская Аравия, опасаясь усиления насеристов в соседней стране, направила войска вдоль границы с Йеменом. Король Иордании Хусейн I отправил своего начальника штаба армии для переговоров с дядей аль-Бадра, принцем Хасаном ибн Яхей. В период со 2 по 8 октября четыре саудовских грузовых самолёта покинули Саудовскую Аравию с оружием и военной техникой для йеменских роялистских племён, однако пилоты перебрались в Асуан. Послы из Бонна, Лондона и Аммана поддержали имама, в то время как послы из Каира, Рима и Белграда заявили о поддержке республиканской революции. СССР был первой страной, признавшей новую республику, и Первый секретарь ЦК КПСС Никита Хрущёв телеграфировал ас-Салялю: «Любой акт агрессии против Йемена будет считаться актом агрессии против Советского Союза».
Соединённые Штаты были обеспокоены тем, что конфликт может распространиться на другие части Ближнего Востока. Президент Джон Ф. Кеннеди поспешил передать ноты Насеру, Фейсалу, Хусейну I и ас-Салялю. Его план состоял в том, что войска Насера должны были покинуть Йемен, в то время как Саудовская Аравия и Иордания обязались прекратить свою помощь имаму. Насер согласился вывести свои войска только после того, как Иордания и Саудовская Аравия «прекратят все агрессивные операции на границах». Фейсал и Хусейн I отвергли план президента Кеннеди, поскольку он предполагал признание Соединёнными Штатами «повстанцев». Эр-Рияд и Амман настаивали на том, чтобы США воздержались от признания правительства ас-Саляля, поскольку, по их утверждению, имам всё ещё мог восстановить полный контроль над Йеменом, и что Насер не собирался уходить. Саудовцы утверждали, что Насеру нужны были их нефтяные месторождения и что он надеется использовать Йемен в качестве плацдарма для поддержки восстания на остальной части Аравийского полуострова. Король Хусейн I также был убеждён, что целью Насера была нефть Саудовской Аравии, и что, если саудовцы уйдут из Йемена, следующей будет Иордания.
Ас-Саляль заявил: «Я предупреждаю Америку, что если она не признает Йеменскую Арабскую Республику, я не признаю её!». Американский поверенный в делах в Таизе Роберт Стуки сообщил, что республиканский режим полностью контролирует страну, за исключением некоторых приграничных районов. Однако британское правительство настаивало на поддержке имама со стороны племён. В письме, написанном президентом Дж. Кеннеди саудовскому королю Фейсалу от 25 октября, которое оставалось конфиденциальным до января 1963 года, говорилось: «Вы можете быть уверены в полной поддержке США в деле сохранения целостности Саудовской Аравии». Американский реактивный самолёт дважды устраивал демонстрации силы в Саудовской Аравии. В первом участвовали шесть реактивных самолётов F-100, которые проводили демонстрационные показательные полёты над Эр-Риядом и Джиддой; во втором — два реактивных бомбардировщика, возвращаясь на свою базу недалеко от Парижа после визита в Карачи (Пакистан) устроили демонстрацию над Эр-Риядом.
Абдалла ас-Саляль провозгласил «твёрдую политику Йемена по соблюдению своих международных обязательств», в том числе договор 1934 года об уважении британского протектората Аден. Гамаль Насер пообещал «начать постепенный вывод» египетских военных частей в количестве 18,000 человек, «при условии, что саудовские и иорданские силы также уйдут из приграничных регионов», но оставит своих технических специалистов и советников. 19 декабря США стали 34-й страной, признавшей Йеменскую Арабскую Республику. Признание ООН последовало через день после США. ООН продолжала считать республику единственной авторитетной властью в стране и полностью игнорировала роялистов.
Великобритания, с её региональными интересами, имевшая базу в Адене, считала вторжение Египта реальной угрозой. Признание республики стало проблемой для нескольких договоров, которые Великобритания подписала с шейхами и султанами Федерации Южной Аравии. Саудовская Аравия призвала британцев поддержать роялистов. С другой стороны, в британском министерстве иностранных дел были некоторые, кто считал, что Великобритания может купить безопасность Адена, признав республику. Однако Британия в конце концов решила не признавать режим Саны. Иран, Турция и большая часть Западной Европы также отказались признать режим ас-Саляля. Республика получила признание Западной Германии, Италии, Канады и Австралии, а также оставшихся арабских правительств, Эфиопии и всего коммунистического блока.
Через неделю после американского признания республиканского правительства Саны, ас-Саляль хвастался на военном параде, что у республики были ракеты, которые могли поразить «дворцы Саудовской Аравии», а в начале января египтяне снова бомбили Наджран, город Саудовской Аравии недалеко от границы с Йеменом. США ответили ещё одной демонстрацией с воздуха над Джиддой, к которой 15 января присоединился эсминец. Сообщалось, что США согласились отправить зенитные батареи и оборудование для радиолокационного управления в Наджран. Кроме того, в Йемен был отправлен Ральф Банч, где он встретился с ас-Салялом и египетским фельдмаршалом Абдель Хакимом Амером. 6 марта Банч прибыл в Каире, где Насер, как сообщалось, заверил его, что выведет свои войска из Йемена, если саудовцы перестанут поддерживать роялистов.

### «Операция Hard-surface»
Пока Банч докладывал Генеральному секретарю ООН У Тану, Государственный департамент США обратился за помощью к послу Эллсуорту Банкеру. Его миссия была основана на решении Совета национальной безопасности, которое было задумано советником президента по национальной безопасности Макджорджем Банди и Робертом Комером. Идея того, что стало известно как «Операция Hard-Surface», заключалась в том, чтобы предложить американскую защиту (или её видимость) на обязательство Саудовской Аравии прекратить помощь роялистам, на основании чего американцы убедили Гамаля Насера вывести свои войска.
6 марта Банкер прибыл в Эр-Рияд. Король Фейсал отклонил предложение Банкера, которое также было привязано к обещаниям о реформе. Первоначальные инструкции операции «Hard-surface» заключались в том, что американские самолёты будут «атаковать и уничтожать» любых нарушителей воздушного пространства Саудовской Аравии, но позже некоторые пункты были изменены, чтобы сторонние наблюдатели считали, что саудовцы могут защитить себя в случае нападения. Банкер, очевидно, придерживался первоначальной формулы и подчеркнул, что, если только король Фейсал прекратит свою помощь роялистам, США смогут оказать давление на Насера, чтобы тот вывел свои войска из Йемена. В конце концов король Фейсал принял предложение американцев, и Банкер встретился с Насером в Бейруте, где президент Египта повторил заверения, данные Банчу.
Миссия Банча и Бункера родила идею миссии наблюдателей в Йемен, которая в конечном итоге стала Миссией ООН по наблюдению в Йемене. Формирование группы наблюдателей ООН было поручено бывшему командующему ООН в Конго, генерал-майору Швеции Карлу фон Хорну. Его соглашение о разъединении предусматривало:
- создание демилитаризованной зоны, простирающейся на 20 километров по обе стороны от демаркированной границы Саудовской Аравии и Йемена, из которой должна была быть исключена вся военная техника;
- размещение наблюдателей ООН в этой зоне по обе стороны границы для наблюдения, сообщения и предотвращения любых дальнейших попыток саудовцев снабдить силы роялистов[57].

30 апреля генерал фон Хорн был отправлен в Йемен с целью выяснить, какие силы потребовались для реализации данной идеи. Через несколько дней он встретился с Абдель Хаким Амером в Каире, от которого узнал, что Египет не собирался выводить все свои войска из Йемена. Ещё через несколько дней заместитель министра иностранных дел Саудовской Аравии Омар аль-Саккафф сказал ему, что саудовцы не согласятся ни на какие попытки Египта оставить свои силы безопасности после вывода их войск. Саудовская Аравия уже сократила поддержку роялистам, отчасти потому, что предполагаемый план Египта по объединению с Сирией и Ираком сделал Насера слишком опасным. К тому времени война стоила Египту $1 000 000 в день и почти 5000 жертв. Несмотря на обещание вывести свои войска, Египет оставил неуказанное количество военного персонала для «обучения» республиканской армии Йемена.
В июне генерал фон Хорн отправился в Сану, безуспешно пытаясь достичь следующих целей:
- прекращение помощи Саудовской Аравией роялистских сил,
- создания 25-мильной демилитаризованной полосы вдоль границы с Саудовской Аравией и;
- наблюдение за поэтапным выводом египетских войск"[59].

В сентябре фон Хорн телеграфировал об отставке генсеку ООН У Тану, который объявил, что миссия будет продолжена из-за «устных заверений» Египта и Саудовской Аравии о продолжении её финансирования. Число египетских войск увеличивалось, и в конце января эскадрилья «Hard-surface» была выведена после спора с королём Фейсалом. 4 сентября 1964 года ООН признала неудачу своей миссии и отказалась от неё.

### Наступление египетских войск
Египетский генеральный штаб разделил войну в Йемене на три оперативные цели. Первой была воздушная фаза, в которой участвовали истребители-бомбардировщики, дислоцированных недалеко от саудовско-йеменской границы. Египетские вылазки приходились вдоль побережья Тихамы и в саудовских городах Наджран и Джизан. Данный план был разработан с целью атаковать наземные формирования роялистов и восполнить отсутствие египетских формирований на земле высокотехнологичной авиацией. В сочетании с ударами египетской авиации второй этап операции предусматривал обеспечение безопасности основных маршрутов, ведущих к Сане, а оттуда безопасность ключевых городов и деревень. Самым крупным наступлением, основанным на этой оперативной тактике, было «Наступление Рамадан», которое началось в марте 1963 года и длилось до февраля 1964 года и было сосредоточено на открытии и обеспечении безопасности дорог от Саны до Саада на севере и от Саны до Мариба на востоке. Успех египетских войск означал, что сопротивление роялистов в городах могло быть сломлено и им пришлось бы укрываться в горах, чтобы перегруппироваться и провести контрнаступательные операции против республиканских и египетских подразделений, контролировавших города и дороги. Третьим стратегическим наступлением было умиротворение племён и их переманивание на сторону республиканского правительства, что означало расходование огромных сумм средств на гуманитарные нужды и прямой подкуп племенных вождей.

#### «Наступление Рамадан»
Военная операция под кодовым названием «Наступление Рамадан» началось в феврале 1963 года, когда Абдель Хаким Амер и Анвар Садат прибыли в Сану. Амер попросил Каир удвоить численность войск в Йемене, которых к тому времени уже насчитывалось 20 000. В начале февраля прибыла первая группа подкрепления в количестве 5000 солдат. 18 февраля, оперативная группа в составе 15 танков, 20 бронемашин, 18 грузовиков и многочисленных джипов вылетела из Саны, двигаясь на север, в сторону Саада. За ними последовали новые войсковые части. Несколько дней спустя другая оперативная группа в составе 350 солдат на танках и броневиках, нанесла удар из Саада на юго-восток в сторону Мариба. Они вошли в пустыню Руб-эль-Хали, и углубились далеко на территорию Саудовской Аравии. Затем они направились на запад. 25 февраля они заняли Мариб, а 7 марта — Хариб. Силы роялистов из 1500 человек, которым было приказано спуститься из Наджрана, не смогли остановить их на пути из Саада. Командующий роялистами из Хариба бежал в Бейхан, на охраняемой британцами стороне границы. В битве при Эль-Аргупе, в 40 км к юго-востоку от Саны, 500 роялистов под командованием принца Абдуллы бен аль-Хассан атаковали египетские позиции на вершине крутого холма, который был укреплён шестью советскими танками Т-54, дюжиной броневиков и окопными пулемётами. Роялисты продвигались тонкой шеренгой и были обстреляны артиллерией, миномётами, а также из самолётов. Они ответили винтовками, одним миномётом и базукой. Битва длилась неделю и стоила египтянам трёх танков, семи бронемашин и 160 убитых. Египтяне теперь занимали позиции, с которых они могли надеяться воспрепятствовать роялистским силам доставлять припасы в горах к северу и востоку от Саны.

## Египет и гражданская война в Северном Йемене (1962—1970)

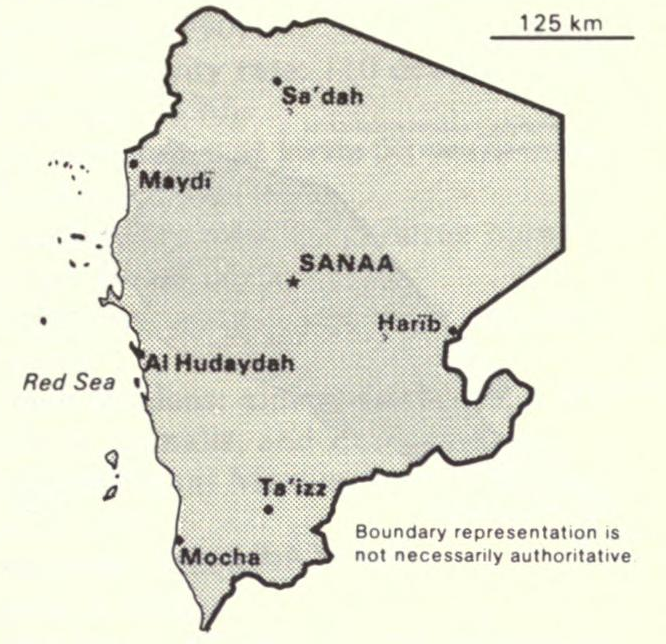
Карта Йемена.

Йеменское Мутаваккилийское Королевство имело натянутые отношения с Египтом, которым с 1956 года руководил Гамаль Абдель Насер, мечтавший возглавить панарабское движение.
Отношения между двумя государствами, в бытность монархического правления в Йемене, были традиционно сложными. Свергнутое йеменское руководство небезосновательно подозревало Египет в поощрении и поддержке нескольких заговоров с целью свержения политической власти, имевших место в 1953 и 1955 годах. Стремясь нейтрализовать угрозу из Египта, йеменское руководство инициировало подписание 21 апреля 1956 года договора о совместной обороне между Египтом, Саудовской Аравией и Йеменом, который получил название Джиддийского пакта. Договор расценивал любое вооружённое нападение на одно из государств или его вооружённые силы как нападение на всех участников Договора и предусматривал использование всех имеющихся возможностей, в том числе и вооружённых, для «отражения агрессии и восстановления безопасности и мира». Однако союз трёх арабских государств не был прочным: слишком разными было их государственное устройство, цели и задачи внутренней и внешней политики. Окончательный кризис доверия между тремя участниками Джиддийского пакта наступил в связи с начавшейся в Египте национализацией и резкой критикой подобной политики королевским Йеменом.
21 декабря 1961 года правительство Египта в одностороннем порядке расторгло Джиддийский пакт. Египетские органы информации активизировали пропагандистскую кампанию против монархического Йемена. Вплоть до переворота 1962 года между двумя государствами фактически шла пропагандистская война.
Переворот в Йемене вызвал тревогу в Саудовской Аравии и Иордании. Обе страны опасались угрозы подобного развития событий у себя. Ещё более обострил обстановку факт прямой военной интервенции Египта: уже 29 сентября 1962 года в крупные города Северного Йемена — Сану и Таиз — самолётами были доставлены египетские солдаты. Одновременно египетская военная миссия в Йемене приступила к активной реорганизации вооружённых сил новопровозглашённой арабской республики. Египтяне заняли в них командные должности, выделили специальное подразделение десантников для охраны А. Саляля и других руководящих деятелей.
Йеменская республиканская армия реорганизовывалась по египетскому образцу. В ней были введены существовавшие в ВС ОАР порядки с характерными привилегиями и высокими окладами для офицеров. Самого ас-Саляля и других лидеров ЙАР охраняли 3 тыс. египетских солдат. В ноябре 1962 года было создано объединённое египетско-йеменское военное командование во главе с ас-Салялем. Без египетской помощи республиканцы могли бы не устоять против превосходящих сил монархистов. Египетская интервенция была вызвана возникшей в Йемене после переворота крайне напряжённой обстановкой.
5 октября 1962 года саудовская авиация подвергла бомбардировке северойеменский город Эль-Бейда. 6 октября подразделение саудовских солдат вторглось на территорию Йемена на севере страны, но было отбито. В свою очередь 4 ноября радио Саудовской Аравии объявило, что египетские самолёты подвергли бомбардировке 5 саудовских деревень.
В ответ на установление военного союза между Иорданией и Саудовской Аравией 8 ноября 1962 года между ЙАР и Египтом был подписан договор о взаимной обороне, «узаконивший» пребывание в стране египетских войск и их боевую поддержку «республиканцев». В конце ноября 1962 года в египетской печати появились сообщения о назначении Анвара Садата представителем Г. А. Насера в ЙАР и об участии в боях против монархистов на севере и северо-востоке Йемена египетских коммандос, получивших название «горные дьяволы».
В ближневосточном агентстве заявили, что имам, получивший серьёзную травму ноги, в настоящее время находится в американской больнице в Дахране. Йеменский офицер лейтенант Хусейн аль-Суккари, который рассказал египетской прессе, как он застрелил имама очередью из пулемёта, отказался от своих заявлений. По его словам, из-за заклинившего пулемёта он смог только ранить короля, который сбежал из дворца. Беженец в темнице Хаджи, король чуть не погиб бы от бомбардировок революционной авиации. В окружении нескольких сторонников, свергнутый имам через пустыню Руб-эль-Хали добрался до деревни в Саудовской Аравии. По сообщению «Radio-Amman», имам послал иорданскому королю Хусейну I послание, чтобы осудить вмешательство Насера, обратиться к международным организациям и Лиге арабских государств. С другой стороны, согласно египетской газете «Al Ahram», имам заявил, что отказывается от любой политической деятельности. В любом случае, аль-Бадру несомненно было очень трудно получить юридическое признание своей власти, поскольку среди членов Лиги арабских государств восемь стран уже установили отношения с революционными властями ЙАР, а две, Саудовская Аравия и Иордания, признали его дядю, принца Хасана ибн Яхью.
Выступая в перед группой иностранных журналистов, Абдалла ас-Саляль нарисовал довольно запутанную картину ситуации в приграничных районах. По его словам, контрреволюционеры под командованием иорданских и саудовских офицеров используют миномёты, тяжёлое вооружение и артиллерию. В Сане признали, что очаги восстания достигли юга страны, где племя ашраф подняло вооружённое восстание против республиканских властей Саны.
Регулярными стали вооружённые рейды с территории ЙАР на территорию Саудовской Аравии. В ответ Саудовская Аравия начала подготовку рейдов возмездия на территорию Йемена. Получив сообщение о готовящихся акциях, Йемен пригрозил воздушными ударами по территории Саудовской Аравии
США отреагировали на кризис отправкой группы военных кораблей в Персидский залив, таким образом предостерегая Египет и ЙАР от возможного нападения на территорию Саудовской Аравии. Одновременно президент США Дж. Кеннеди призвал стороны к мирному урегулированию кризиса и объявил о признании республиканского правительства в Йемене. Тем не менее 19 декабря 1962 года авиация Египта нанесла удар по ряду объектов на территории Саудовской Аравии, где в ответ была объявлена всеобщая мобилизация.
19 января 1963 года, после серии дипломатических опросов Вашингтон признал Йеменскую Республику. Государственный департамент полагал, что взамен Египет выведет экспедиционные силы. Но президент Насер разрушил их надежду. Военно-воздушные силы Египта нанесли бомбовые удары по базам на юге Саудовской Аравии, их флот атаковал и частично разрушил объекты в саудовском порту Джизане на Красном море. Каир и Эр-Рияд разорвали свои дипломатические отношения.

### Расстановка политических сил после свержения монархии

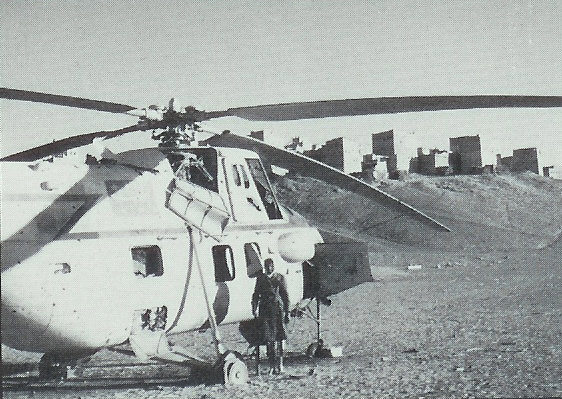
Вертолёт республиканцев, захваченный у роялистов в начале конфликта.

Хотя монархию свергла армия, её руководитель стал главой республики и многие ведущие государственные посты получили офицеры, режим не был чисто военным. С первых дней оформилось сотрудничество между радикальной группой офицеров и феодальными и традиционалистскими слоями общества. Это было вызвано тем, что военные не имели в стране достаточной опоры, и опасаясь реставрации монархии, вынуждены были привлечь к управлению феодальные круги, в прошлом находившиеся в оппозиции двору. Кроме того, доселе никому не известные молодые офицеры стремились опереться на известные населению авторитеты, которые придали бы их действиям определённый вес.
В первую очередь военные стремились установить контакты с феодально-племенной верхушкой — вопрос о взаимоотношении государства с племенами с первых дней встал перед новым правительством. Более того, сам характер этих взаимоотношений оказал значительное влияние на весь ход дальнейшего развития ЙАР. Причём если шафиитские племена в большинстве своём сразу признали республику, то зейдитские в своей основной массе остались верны свергнутому монарху. Революцию поддержали также жители крупных городов.
Государственный переворот в северном Йемене (1962) спровоцировал сначала кризис, а затем и военную вовлечённость в события монархических режимов Саудовской Аравии и Иордании. Эта вовлечённость в первую очередь обусловливалась их опасением, что падение монархии в Йемене приведёт к нежелательному развитию событий в их собственных странах.
Республиканское правительство предприняло шаги, направленные на установление тесных контактов с племенами Йемена, а также на привлечение их к участию в управлении страной. В Высший совет национальной обороны, созданный в октябре 1962 года, вошли вожди крупнейших племён. В дальнейшем его преобразовали в Высший совет шейхов племён, а впоследствии — в Консультативный совет ЙАР. Советское правительство признало правительство ЙАР 1 октября 1962 года. Египет, Ливан, Сирия, Ирак, Судан, Алжир, Тунис также признали республиканский режим в Йемене в первые дни его существования. Саудовская Аравия, США, Англия усмотрели в появлении республики в Йемене угрозу своим экономическим, политическим и военно-стратегическим интересам, и с первых дней существования ЙАР начали активно вмешиваться в её дела. В то же время созданная англичанами на востоке Федерация Южной Аравии, особенно княжество Бейхан, провоцировала мятежи племён, формировала вооружённые отряды для борьбы против йеменской республики. Руководство ЙАР обратилось за помощью к Египту, давно стремившемуся к свержению монархического режима в Йемене. Вскоре египетские войска нанесли ряд сокрушительных ударов наёмникам короля Сауда и сторонникам свергнутого йеменского монарха.
Через два дня после того, как президент Йемена Абдалла ас-Саляль обратился к Египту за помощью, в йеменский порт Ходейда стали прибывать египетские корабли с солдатами. «Та антинародная война, которую ведёт Саудовская Аравия в Йемене, поддерживая свергнутый режим, чревата тяжёлыми последствиями для короля Сауда», — говорилось в передаче каирской радиостанции «Голос арабов».
Египетский президент Гамаль Насер отправил в Йемен на помощь республиканским властям 60-тысячный военный корпус. Иранский шах Мохаммед Реза Пехлеви в свою очередь направил сотрудников и инструкторов САВАК к роялистам Северного Йемена, чтобы реорганизовать и обучить армию короля-имама, которого он считал законным правителем Йемена и которому оказывал всемерную безвозмездную помощь — финансовую, информационно-техническую, а также поставками оружия и боеприпасов. Все указанные действия осуществлялись через 2-й департамент внешней разведки САВАК.
Египетское вмешательство дало монархистам повод утверждать, что события 26 сентября были инспирированы Каиром, который якобы явился не только вдохновителем, но и непосредственным организатором заговора против Хамидаддинов. Однако, как свидетельствуют документы[какие?], Каир, зная о существовании оппозиционных настроений в йеменской армии, лишь поощрял их, особенно после июля 1961 года, когда отношения между Египтом и Йеменом резко обострились.
Зейдитские племена Северного и Северо-Восточного Йемена, при прежнем режиме находившиеся в привилегированном положении, не торопились поддержать новое правление. Это обусловливалось и тем, что от власти был отстранён духовный глава племён имам Мухаммад аль-Бадр, который считался непогрешимым и не совершающим ошибок.
Появление свергнутого короля Мухаммада аль-Бадра в пограничных с Саудовской Аравией районах, прибытие туда эмира аль-Хасана, других членов свергнутой династии и видных деятелей прошлого режима послужило началом организованной вооружённой борьбы против республиканского правительства).

### Силы монархистов и республиканцев

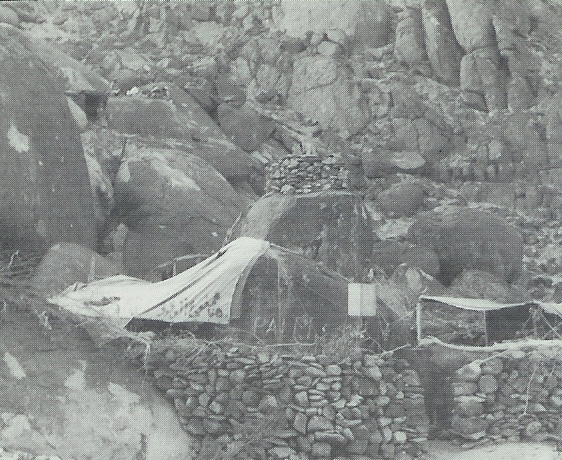
Лагерь роялистов в Ханджаре, на северо-востоке Йемена.

Монархисты представляли собой серьёзную угрозу. Племенное ополчение по численности превышало регулярную йеменскую армию. Так, племя бакиль могло выставить до 100 тыс. вооружённых бойцов, зу мухаммед и зу хусейн — до 70 тыс. бойцов и т. д.). В рядах йеменских монархистов числились 20 000 полурегулярных вооружённых частей, 200’000 соплеменников королевской семьи (1965), а также сотни наёмников. Войска ЙАР к 1964 году насчитывали лишь 3000 солдат. В 1965 году общее число египетских военных в ЙАР насчитывало уже 70,000. Гористая местность и отсутствие дорог мешали республиканцам использовать военную технику, которая могла бы компенсировать малочисленность личного состава их вооружённых сил. Ситуация усугублялась тем, что из Саудовской Аравии и Иордании с 1 октября началась организованная поставка оружия вооружённым формированиям сторонников монархии. Кроме насеровского Египта, военно-техническую помощь ЙАР оказывал СССР. В 1963 году в Йемене насчитывалось уже 547 советских военных специалистов.
В создавшихся условиях, несмотря на поддержку большинства армейских офицеров, населения южных районов страны, местной интеллигенции, эмигрантских кругов и ряда националистических организаций, сохранить республиканский режим без военной помощи Египта практически было невозможно. Республиканцы не располагали не только необходимыми военными и финансовыми возможностями для борьбы против монархистов и Саудовской Аравии, но даже не имели реальной долговременной программы политических и социально-экономических преобразований, которая привлекла бы на их сторону широкие массы народа, прежде всего северных зейдитских районов.
Изгнанный же Мухаммад аль-Бадр своей тронной речью и первыми декретами перехватил у республиканцев инициативу, и они фактически были вынуждены начать свою деятельность с осуществления декретов свергнутого монарха.
28 сентября в Сану и Таиз прибыли самолёты с первыми египетскими солдатами, а 29 сентября в порту Ходейда встало под разгрузку египетское судно с военной техникой и снаряжением. К началу октября численность египетских солдат, находившихся в специально оборудованных лагерях в окрестностях Саны, Ходейды и Таиза, составила 3 тыс.; в их распоряжении были танки, бронетранспортёры и самолёты. В середине ноября численность египетского корпуса достигла 8 тыс., и в декабре 1962 г. Насер, выступая в Порт-Саиде, заявил: «Мы имеем в Йемене крупные силы, способные выполнить все задачи». Египетская военная миссия в Йемене приступила к работе по реорганизации вооружённых сил республиканского режима, численность которых составляла тогда около 8 тыс. человек. Египтяне заняли в них командные посты и предоставил ас-Салялю и другим руководящим деятелям ЙАР специальные подразделения парашютистов в качестве личной охраны, численность которой достигла вскоре 3 тыс. человек. По словам йеменского историка Султана Наджи, в реорганизованной армии ЙАР были введены порядки, существовавшие в египетской армии, с характерными для последней привилегиями и высокими окладами для офицерского состава.
8 ноября 1962 г. между правительством ЙАР и Египтом был подписан новый договор о взаимной обороне, который создал правовую основу для вмешательства Египта на стороне республиканского правительства и узаконил пребывание египетских войск в стране и участие их в боях на стороне республиканцев. Уже в конце ноября египетские газеты и журналы сообщали об участии в боях против роялистов на севере и северо-востоке страны египетских подразделений коммандос, получивших название «горные дьяволы», и о назначении Анвара Садата специальным представителем Г. Насера в ЙАР.
Таким образом, были созданы предпосылки для активного вовлечения в северойеменский конфликт других государств, и более того — для их непосредственного столкновения.
В 1960-х годах Советский Союз вложил большие финансовые ресурсы и политический капитал в поддержку новой республики, финансируя строительство новых военно-морских сил и аэропортов, поддерживая египетскую армию численностью 70,000 человек и выполняя рискованные воздушные перевозки для спасения столицы в 1968 году. После того, как основные боевые действия утихли, Павел Демченко, старший ближневосточный корреспондент газеты «Правда», отметил: «сентябрь 1962 года был не революцией, а скорее „вековым методом йеменской политики“ смены режима». Советский Союз рассматривал Йемен через призму региональных арабских националистических тенденций и глобального конфликта и не понимал местного характера гражданской войны.

## Переговорный процесс — 1967 г
В течение второй половины сентября 1967 года трёхсторонняя арабская комиссия по Йемену в составе министров иностранных дел Ирака, Марокко и Судана продолжило работу в Бейруте. При содействии послов трёх стран, аккредитованных при правительстве Ливана, министры провели встречи за закрытыми дверями в доме Мустафы Мадани, представителя Судана в Бейруте. После 24-часовой беседы участники переговоров решили установить прямой контакт с йеменскими беженцами в Бейруте, Каире и Джидде, чтобы получить «точное и конкретное представление» о ситуации в Йемене. Члены комиссии встретились с некоторыми умеренными республиканскими лидерами, укрывшимися в Бейруте, и должны были встретиться с Ахмедом Чами, министром иностранных дел в офисе имама. Вопреки сообщениям информационного агентства, бывший министр и лидер республиканцев Ахмед Мухаммед Нуман не приехал в Бейрут.

## Шестидневная война (1967) и вывод египетских войск

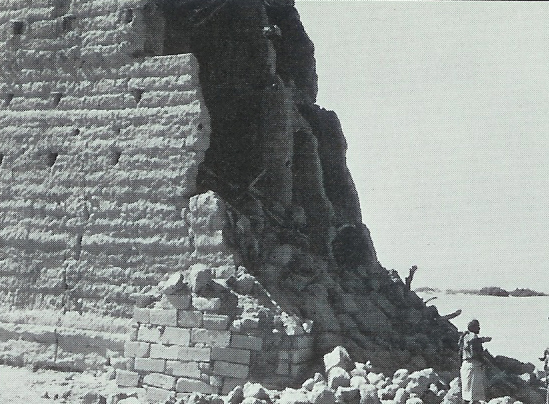
Разрушенная египетской бомбардировкой деревня около Мариба.

На события в Йемене существенным образом повлияла израильско-египетская война 1967 г. Правительство ЙАР объявило Израилю войну и разорвало дипломатические отношения с США. На Хартумской конференции в августе 1967 между Египтом и Саудовской Аравией была достигнута договорённость по йеменскому вопросу: Египет должен был вывести свои войска из ЙАР, а Саудовская Аравия — прекратить помощь монархистам.
К 1967 году ближайшее окружение имама уже не скрывало своего разочарования в связи с тем, что король Фейсал стал дистанцироваться от поддержки роялистов. По их утверждению, саудиты никогда не имели тесных связей с имамом аль-Бадром, и что король Фейсал не раз продемонстрировал, что не желает сотрудничать с династией Хамидаддинов.
После июньского разгрома Насер снял с занимаемых постов всё армейское руководство во главе с маршалом Абд аль-Хаким Амером. Всего из вооружённых сил уволили до 600 генералов и офицеров. Было арестовано около 200 военных и гражданских должностных лиц, обвинённых в поражении.
Однако несмотря на произведённые перемены, значительная часть кадрового офицерского состава продолжала негативно относиться к курсу Насера на социалистические преобразования. Сохранилась элитарная психология и кастовость кадровых офицеров (но не офицеров, призванных после войны из запаса), их изолированность от жизни общества.

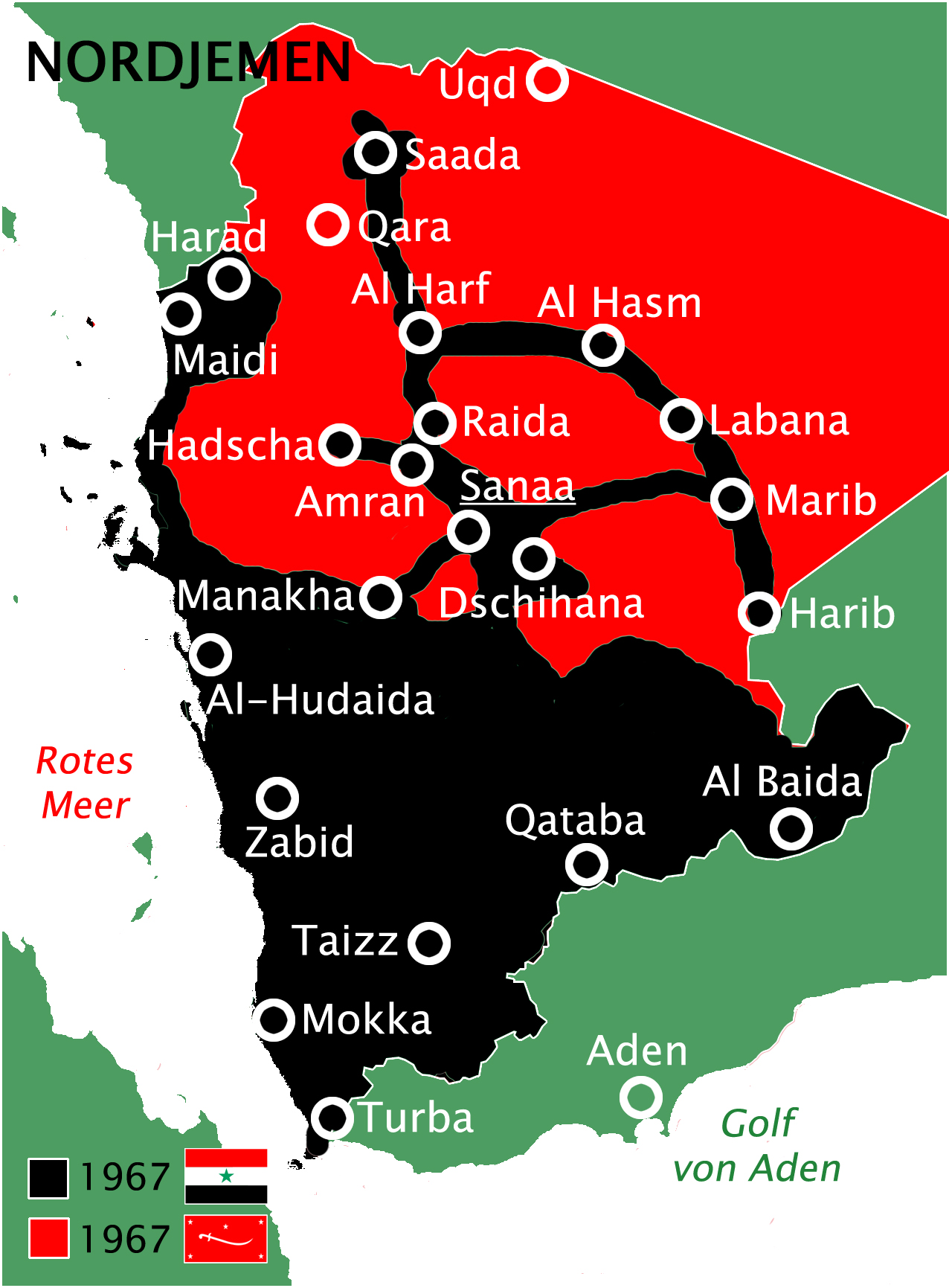
Ситуация в Йемене в 1967 году: территории республиканцев отмечены чёрным, роялистов — красным

В целом после событий 1967 года армия перестала играть активную роль в политической жизни Египта, хотя военные сохранили влияние при принятии решений по вопросам национальной безопасности, определении её приоритетов и размеров инвестиций в оборонный сектор.
В 1967 году противостояние заканчивается очередным компромиссом и договором в Хартуме, основными участниками которого становятся Каир и Эр-Рияд. Пункты соглашения сводились к следующему:
- Египетские войска выводятся из Йемена;
- Саудовская Аравия отказывается от военной, политической и материальной поддержки монархистов;
- Монархисты получают гарантированную треть мест в парламенте, правительстве и революционном совете;
- Ликвидируется присутствие представителей левых партий в госструктурах, армии и спецслужбах (вызвало очередной виток противостояния и даже блокаду Саны, но в конечном счёте он был подавлен при активной материальной помощи саудовцев);
- Уходит в отставку первый президент Йемена А. Саляль, который считался антагонистом саудовцев (здесь свою роль сыграли египтяне, «уговорившие» Саляля эмигрировать в Ирак).[94].

В октябре 1967 последние подразделения египетских войск покинули Йемен.
Армия имама Аль-Бадра, получив большое подкрепление, нанесла ряд сокрушительных ударов по республиканским силам. К концу 1967 года роялисты окружили столицу — Сану.
Семидесятидневная осада Саны в 1967—1968 гг. зейдитскими племенами имама аль-Бадра стала кульминацией гражданской войны. Перед осадой большая часть политической элиты покинула Сану, оставив после себя ослабленное центральное правительство с несколькими тысячами солдат для защиты столицы. Город был спасён благодаря оказанию своевременных советских воздушных перевозок и серии просчётов на поле боя генералов имама. Защита Саны стала решающим моментом в современной истории Йеменской республики.
В феврале 1968 года республиканская армия сняла осаду Саны и провела крупное наступление, расширив контролируемую территорию к югу и северу от Саны. В 1970 году стороны конфликта договорились о прекращении огня, Саудовская Аравия признала Йеменскую Арабскую Республику, и несколько видных монархистов вошли в правительство ЙАР.
Имам Мухаммад аль-Бадр отправился в изгнание; скончался 6 августа 1996 года в городе Уокинг (Англия, графство Суррей).